# Clive Bell
Pour les articles homonymes, voir Bell.
Arthur Clive Heward Bell (16 septembre 1881 – 18 septembre 1964) est un critique d'art anglais, cofondateur du Bloomsbury Group et beau-frère de Virginia Woolf.

## Biographie
Après avoir fait ses études à Trinity College (Cambridge), Clive Bell s'installe à Londres, où il fait la connaissance de Vanessa Stephen, la sœur aînée de Virginia Woolf, et l'épouse en 1907.
Avec Leonard et Virginia Woolf, Lytton Strachey et quelques autres, il fonde le Bloomsbury Group. Ses écrits théoriques, en tant qu'historien de l'art, portent la trace de l'influence du philosophe G. E. Moore, proche de ce groupe et ancien Apostle de Cambridge.
Vanessa Stephen et lui ont deux fils : Julian Bell, le poète, qui mourra en 1937 pendant la guerre civile espagnole, et Quentin Bell, le peintre et historien. Sa fille supposée, Angelica Garnett, a pour véritable père le peintre Duncan Grant, avec qui Vanessa Stephen vit une liaison au grand jour. Angelica Garnett croit jusqu'à l'âge de vingt ans que Clive Bell est son père. Elle n'apprendra la vérité sur ses origines qu'à la veille de son propre mariage.

## Œuvres
- Art (1913), Chatto and Windus
- Since Cézanne (1922)
- Civilization (1928)
- Proust (1929)
- An Account of French Painting (1931)
- Old Friends (1956)